# Michael C. Hall
Michael Carlyle Hall (Raleigh, Carolina del Norte; 1 de febrero de 1971), cuyo nombre artístico es Michael C. Hall, es un actor estadounidense, conocido por interpretar a Dexter Morgan en la serie Dexter, de Showtime, así como a David James Fisher en la serie Six Feet Under.

## Biografía
Hall nació en Raleigh, Carolina del Norte. Su madre, Janice Styons Hall, es una consejera escolar en el instituto Lees-Mc Rae, y su padre, William Carlyle Hall, trabajó para IBM.
Hall creció como hijo único, teniendo una hermana que falleció al nacer. Él ha dicho acerca del hecho de crecer como único hijo, que «Había una relación familiar muy personal entre nosotros, mi madre y yo». Su padre falleció de cáncer de próstata en 1982, cuando Hall tenía 11 años. En una entrevista en 2004, dijo:

«Ciertamente, para un chico joven, no hay una buena edad, pero pienso que estaba en la cúspide de un momento en el que empezaba a alcanzar la pubertad, el momento para relacionarme con mi padre. Tenerlo a él... algo se congela en mí. Cuando vuelves a ese momento el resto de tu vida, sientes que estás saliendo lentamente, pero de forma segura, de ese helado momento»

Hall asistió a la Ravenscroft School en Raleigh, y graduándose en 1989. Se graduó del Earlham College en 1993, con intenciones de convertirse en abogado. Más tarde estudió en la Universidad de Nueva York, en el programa de actuación de la Escuela Tisch de las Artes, graduándose en 1996.

## Carrera como actor

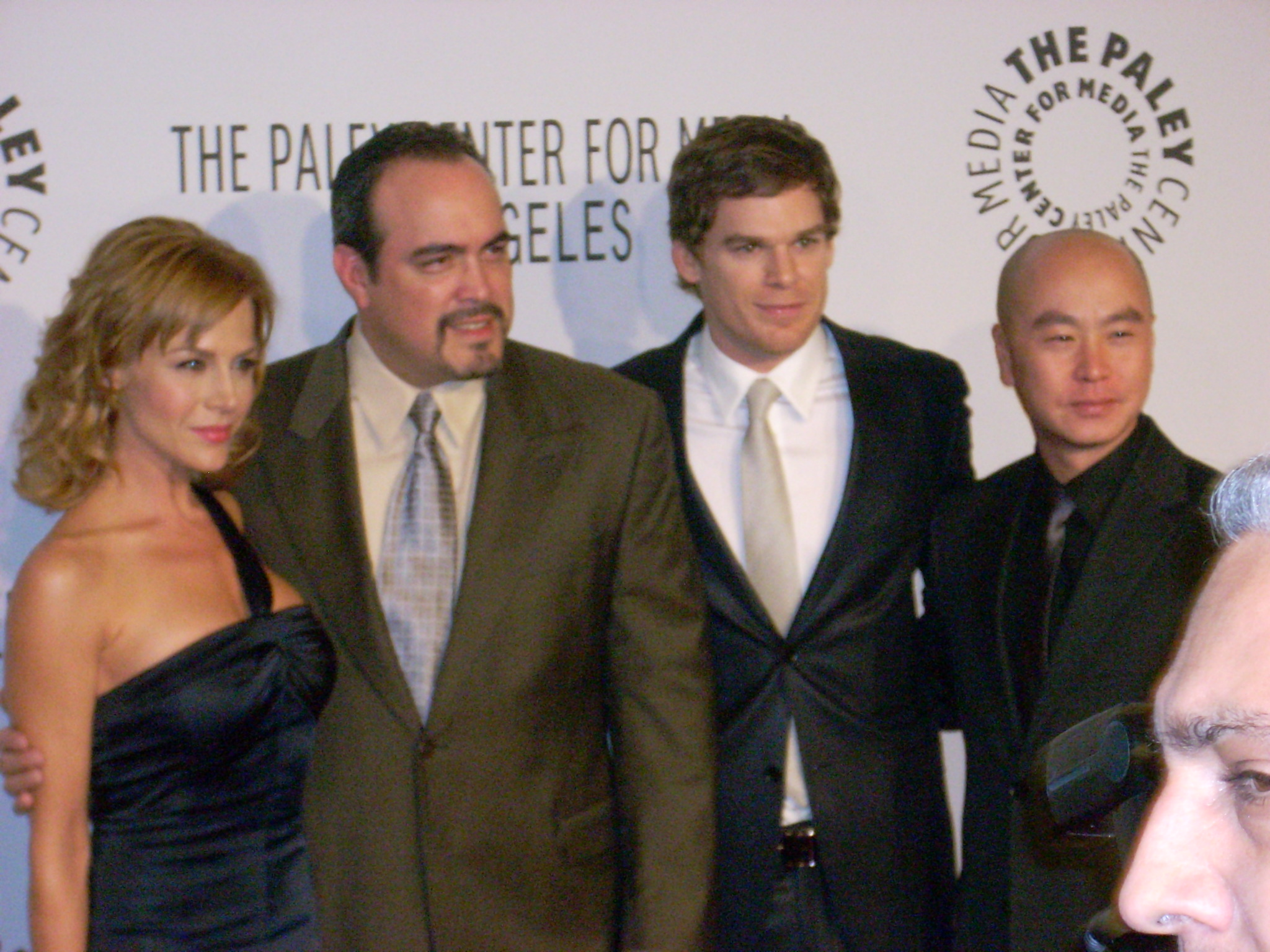
Benz, Zayas, Hall y Lee

En 1999 tuvo su primera oportunidad en el circuito teatral de Broadway con Cabaret, en el que destacó con sus dotes musicales. 
En televisión se estrenó con Bereft, pero fue en 2001 cuando saltó a la fama con su papel de David Fisher en Six Feet Under. Licenciado en Arte Dramático en la Universidad de Nueva York, fue el protagonista y uno de los productores de Dexter (Showtime). Además de actuar en la televisión y en el teatro, Michael se ha abierto al cine. Ha conseguido un pequeño número de papeles en películas como Peep World (2010) o Gamer (2009), aunque es en el terreno de la televisión donde se ha ganado el reconocimiento del público. Vale recordar, que la película Gamer protagonizada con el actor/abogado Gerard Butler no tuvo el éxito esperado, y las críticas fueron bastante duras, siendo más leves en España.
En el terreno amoroso, Michael se casó en 2002 con Amy Spanger, quien fue su compañera en Chicago. Cuatro años más tarde iniciaron los trámites del divorcio y pusieron fin a su matrimonio sin escándalos. Posteriormente contrajo matrimonio con Jennifer Carpenter el 31 de diciembre de 2008, la actriz que interpreta a la hermanastra (Debra Morgan) del protagonista en Dexter, pero después de menos de dos años de matrimonio los actores decidieron divorciarse. Un portavoz del actor anunció el 14 de diciembre de 2010 que la pareja "han estado separados durante un tiempo y su ruptura ha sido amistosa".
El 13 de enero de 2010, Hall anunció en su página web oficial que se había sometido a un tratamiento contra la enfermedad de Hodgkin, de la que se recuperó satisfactoriamente. El 17 de enero de ese mismo año fue galardonado con el Globo de Oro a mejor actor en una serie dramática por su papel en la serie Dexter y siete días más tarde recibió el premio del sindicato de actores norteamericanos a mejor actor en una serie dramática por su papel en la serie Dexter. En 2013 finalizó la octava y última temporada de Dexter.

## Obras benéficas
Michael ha trabajado con la línea de productos para el cuidado de la piel Kiehl's para lanzar una edición limitada en beneficio de la Waterkeeper Alliance, una asociación ambiental sin ánimo de lucro que trabaja para mantener el agua dulce limpia y segura en todo el mundo.

## Filmografía
| Año  | Título                    | Papel             |
| ---- | ------------------------- | ----------------- |
| 2003 | Paycheck                  | Agent Klein       |
| 2004 | Bereft                    | Jonathan          |
| 2009 | Gamer                     | Ken Castle        |
| 2011 | Peep World                | Jack Meyerwitz    |
| 2012 | The Trouble with Bliss    | Morris Bliss      |
| 2013 | Kill Your Darlings        | David Kammerer    |
| 2014 | Cold in July              | Richard Dane      |
| 2016 | Christine                 | George Peter Ryan |
| 2018 | Game Night                | El Búlgaro        |
| 2019 | In the Shadow of the Moon | Holt              |
| 2019 | The Report                |                   |
| 2021 | John and the Hole         | Brad              |

## Televisión
| Año       | Series                                            |
| --------- | ------------------------------------------------- |
| 2001-2005 | Six Feet Under                                    |
| 2006      | Documental Mysteries of the Freemasons (Narrador) |
| 2006-2013 | Dexter                                            |
| 2015      | Star vs. the Forces of Evil - Toffee (voz)        |
| 2017      | The crown - John F. Kennedy                       |
| 2018      | Safe                                              |
| 2020      | The Defeated                                      |
| 2021      | Dexter: New Blood                                 |
| 2025      | Dexter: Resurrection                              |